# Sundae in New York
Sundae in New York é um filme de animação em curta-metragem estadunidense de 1983 dirigido e escrito por Jimmy Picker. Venceu o Oscar de melhor curta-metragem de animação na edição de 1984.